# Wikipedia w języku telugu
Wikipedia w języku telugu (:వికీపీడియా:వికీపీడియా మైలురాళ్ళు) – edycja Wikipedii w języku telugu, założona 9 grudnia 2003 roku.
17 sierpnia 2005 roku Wikipedia ta osiągnęła liczbę 1000 artykułów, a 12 grudnia 2006 – 25 000. Na dzień 8 lutego 2007 roku Wikipedia ta miała 26 376 artykułów, co pozwalało jej na zajmowanie 33. pozycji wśród wszystkich edycji językowych.
Wikipedia ta według stanu na ten sam dzień liczyła 1910 zarejestrowanych użytkowników, w tym ośmiu administratorów.